# Cantón San Cristóbal
El Cantón San Cristóbal es una municipalidad de la provincia de Galápagos. Su cabecera cantonal es la ciudad de Puerto Baquerizo Moreno.  Su población es de 7.475 habitantes, tiene una superficie de 849 km².

## División política
San Cristóbal tiene tres parroquias:

### Parroquias urbanas
- Puerto Baquerizo Moreno (cabecera cantonal y capital provincial),es el centro de las actividades productivas del cantón y, al ser la capital provincial, allí se desenvuelven las principales actividades político – administrativas de la región.

En el corredor turístico de Puerto Baquerizo Moreno podrá conocer el:
ECOMALECÓN CHARLES DARWIN
Este sitio está concebido como una obra que integra los espacios naturales de la línea de costa con la realización de actividades de esparcimiento y recreativas, manteniendo un alto valor estético. Para su construcción se utilizó materiales locales como la piedra volcánica cortada.  Adicionalmente cuenta con jardinerías de plantas endémicas y nativas.
El Ecomalecón es la primera imagen de Puerto Baquerizo Moreno, cuando se llega por vía marítima, y además cuenta con diferentes espacios:
Paseo de los Algarrobos: Espacio naturalcuyo nombre se debe a los árboles característicos que se encuentran en esta zona de la bahía, cuyo objetivo es dar sombra a los peatones a manera de parasoles naturales, por su frondosidad ofrecen gran cantidad de sombra viva. Este sector termina en la caminería de Playa de Oro que a la vez comunica con el muelle de pescadores.
Plaza Arte y Cultura: Zona en donde se realizan actividades artísticas – culturales tanto para la población local como para los turistas nacionales e internacionales.
Plaza Lobos Marinos: En este lugar se encuentra una gran cantidad de lobos marinos que son la atracción de los visitantes.
Poza de las Garzas: Sitio en donde se encuentran tres tipos de garzas que pueden ser fácilmente observadas.
Además, las diferentes zonas del Ecomalecón están articuladas, privilegiando al peatón ya que el mayor porcentaje de área es peatonal, se tiene una vía vehicular cuya proporción y diseño invita al automóvil a realizar un recorrido lento y una ciclovía en doble sentido que recorre toda el área de intervención. Los elementos que conforman la estructura de la circulación, están planificados, para dar las facilidades que se requiere para personas con capacidades diferentes.
MUELLE ECOTURÍSTICO ARTESANAL PARA PASAJEROS ACUARIO
Es un muelle flotante para embarcar y desembarcar los pasajeros que llegan y salen de la isla. En la noche se puede apreciar un verdadero acuario conformado por peces, lobos marinos, manta rayas y tortugas marinas. Este sitio fue construido con materiales propios de la zona como la piedra cortada.

### Parroquias rurales
- El Progreso
- Isla Santa María (Floreana) (Cab. en Pto. Velasco Ibarra)

con las islas bajo la jurisdicción cantonal
- Española "Hood"
- Santa Fé “Barrington”
- Genovesa "Tower"

y sus islotes cercanos.